# Hipposideros semoni
Hipposideros semoni là một loài động vật có vú trong họ Dơi nếp mũi, bộ Dơi. Loài này được Matschie mô tả năm 1903.